# تامبرا
تامبرا یک فیلم درام به کارگردانی جوناس کارپینانو است. این فیلم برای رقابت در بخش دو هفته کارگردانان هفتادمین جشنواره فیلم کن انتخاب شد.

## بازیگران
- پیو آماتو
- کادوس سیون
- دامیانو آماتو